# Patrick Kane
Patrick Kane (ur. 19 listopada 1988 w Buffalo) – amerykański hokeista, reprezentant USA, dwukrotny olimpijczyk.

## Kariera klubowa
- US National Team (2004-2006)
- London Knights (2006-2007)
- Chicago Blackhawks (2007-2023)
  -  EHC Biel (2012)
  -  HC Davos (2012)
- New York Rangers (2023)
- Detroit Red Wings (2023-)

Uczęszczał do szkoły St. Martin of Tours. Zaczynał hokejową karierę grając w Cazenovia Chiefs – klubie z jego rodzinnego miasta South Buffalo. Do OHL był dratowany w 2004 roku, ale przeszedł do London Knights w sezonie 2006/2007. Wcześniej występował w reprezentacji Stanów Zjednoczonych do lat 18 (United States U-18 National Team Development). Podczas sezonu 2005/2006 zdobył 102 punkty. W pierwszym sezonie w OHL w barwach London Knights grając w jednej formacji z Siarhiejem Kascicynem i Samem Gagnerem zgromadził 145 punktów, a razem z Kascicyn i Gagnerem 394. Razem z drużyną ukończył play-off przegrywając w finale Konferencji Zachodniej 1-4 z Plymouth Whalers. W play-off strzelił 10 goli i zaliczył 21 asyst co daje 31 punktów w 16 meczach. 27 wietnia 2007 otrzymał Emms Family Award dla najlepszego debiutanta w OHL.
22 czerwca 2007 w drafcie NHL z 2007 został wybrany przez Chicago Blackhawks z numerem 1. 25 lipca tego roku menedżer genralny Blackhawks Dale Tallon ogłosił, iż zawodnik podpisał trzyletni kontrakt z klubem. 2 listopada 2007 został wybrany najlepszym debiutującym zawodnikiem w NHL w październiku. W tym miesiącu strzelił 5 goli i zaliczył 11 asyst w 12 meczach. 2 grudnia 2007 Blackhawks rozgrywali wyjazdowy mecz z Buffalo Sabres. Była to pierwszy mecz Kane’a w rodzimym mieście podczas kariery w NHL. Z tej okazji odbyła się ceremonia przed spotkaniem. Chicago przegrało mecz 3:1, a jedyną bramkę strzelił Kane.
12 czerwca 2008 otrzymał Calder Memorial Trophy, nagrodę dla najlepszego debiutującego zawodnika w NHL. Wygrał rywalizację z kolegami z drużyny Jonathanem Toewsem i napastnikiem Washington Capitals Nicklasem Bäckströmem. 5 grudnia 2009 przedłużył kontrakt z klubem o pięć lat.
Od października 2012 do grudnia 2012 na okres lokautu w sezonie NHL (2012/2013) związany kontraktem ze szwajcarskim klubem EHC Biel. Następnie na koniec 2012 na tej samej zasadzie zawodnik szwajcarskiej drużyny HC Davos jedynie podczas turnieju Puchar Spenglera 2012.
W lipcu 2014 przedłużył kontrakt z Chicago o osiem lat. Na koniec lutego 2023 ogłoszone jego transfer do New York Rangers.
Pod koniec 2023 roku podpisał kontrakt z Detroit Red Wings.

## Kariera reprezentacyjna
Występował w juniorskich kadrach USA na turniejach mistrzostw świata do lat 17, do lat 18 i do lat 20. W reprezentacji seniorskiej uczestniczył w turniejach mistrzostw świata 2008, 2018, 2019, zimowych igrzysk olimpijskich 2010, 2014, Pucharu Świata 2016.

## Statystyki kariery
M = rozegrane mecze; G = Gole; A = asysty; Pkt = punkty; Min = minuty na ławce kar

### Sezon zasadniczy i play-off
| 2004–05   | U.S. National Development Team | NAHL      | 63  | 38  | 32  | 70  | 16  | –   | –  | –  | –   | –  |
| 2005–06   | U.S. National Development Team | NAHL      | 58  | 52  | 50  | 102 | 22  | –   | –  | –  | –   | –  |
| 2006–07   | London Knights                 | OHL       | 58  | 62  | 83  | 145 | 52  | 16  | 10 | 21 | 31  | 16 |
| 2007–08   | Chicago Blackhawks             | NHL       | 82  | 21  | 51  | 72  | 52  | –   | –  | –  | –   | –  |
| 2008–09   | Chicago Blackhawks             | NHL       | 80  | 25  | 45  | 70  | 42  | 16  | 9  | 5  | 14  | 12 |
| 2009–10   | Chicago Blackhawks             | NHL       | 82  | 30  | 58  | 88  | 20  | 22  | 10 | 18 | 28  | 6  |
| 2010–11   | Chicago Blackhawks             | NHL       | 73  | 27  | 46  | 73  | 28  | 7   | 1  | 5  | 6   | 2  |
| 2011–12   | Chicago Blackhawks             | NHL       | 82  | 23  | 43  | 66  | 40  | 6   | 0  | 4  | 4   | 10 |
| 2012–13   | EHC Biel                       | NLA       | 20  | 13  | 10  | 23  | 6   | –   | –  | –  | –   | –  |
| 2012–13   | Chicago Blackhawks             | NHL       | 47  | 23  | 32  | 55  | 8   | 23  | 9  | 10 | 19  | 8  |
| 2013–14   | Chicago Blackhawks             | NHL       | 69  | 29  | 40  | 69  | 22  | 19  | 8  | 12 | 20  | 8  |
| 2014–15   | Chicago Blackhawks             | NHL       | 61  | 27  | 37  | 64  | 10  | 23  | 11 | 12 | 23  | 0  |
| 2015–16   | Chicago Blackhawks             | NHL       | 82  | 46  | 60  | 106 | 30  | 7   | 1  | 6  | 7   | 14 |
| NHL razem | NHL razem                      | NHL razem | 658 | 251 | 412 | 663 | 252 | 123 | 49 | 72 | 121 | 60 |

### Międzynarodowe
| Rok              | Drużyna           | Turniej          | M  | G | A  | Pkt | Min |
| ---------------- | ----------------- | ---------------- | -- | - | -- | --- | --- |
| 2006             | Stany Zjednoczone | U18              | 6  | 7 | 5  | 12  | 2   |
| 2007             | Stany Zjednoczone | MŚJ              | 7  | 5 | 4  | 9   | 4   |
| 2008             | Stany Zjednoczone | MŚ               | 7  | 3 | 7  | 10  | 0   |
| 2010             | Stany Zjednoczone | IO               | 6  | 3 | 2  | 5   | 2   |
| 2014             | Stany Zjednoczone | IO               | 6  | 0 | 4  | 4   | 4   |
| Seniorskie razem | Seniorskie razem  | Seniorskie razem | 19 | 6 | 13 | 19  | 6   |

## Sukcesy i wyróżnienia

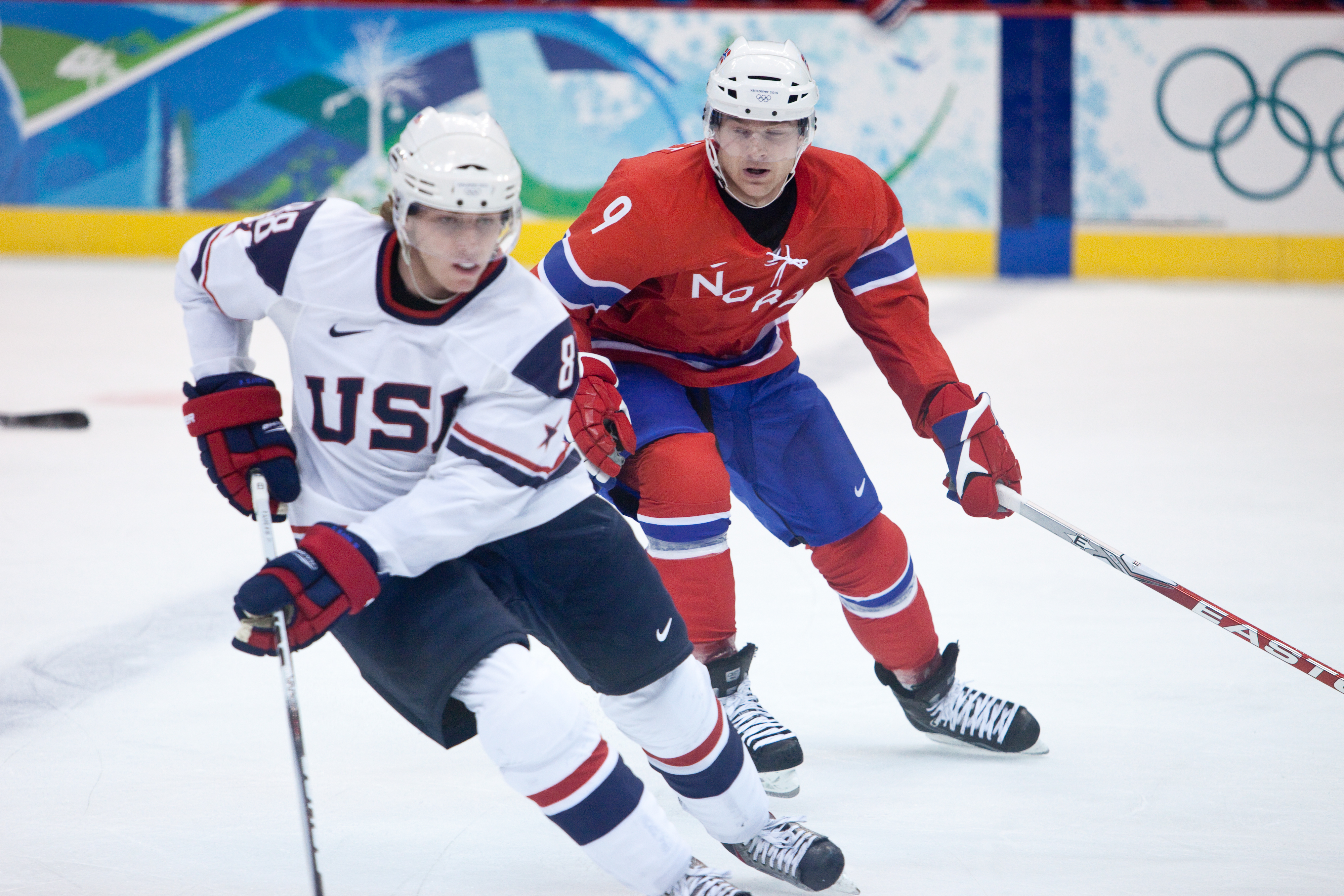
Patrick Kane (z lewej) w barwach USA podczas ZIO 2010. Obok Norweg Marius Holtet

Reprezentacyjne
- Złoty medal mistrzostw świata juniorów do lat 18: 2006
- Srebrny medal zimowych igrzysk olimpijskich: 2010
- Brązowy medal mistrzostw świata: 2018

Klubowe
- Mistrz dywizji NHL: 2010, 2013 z Chicago Blackhawks
- Mistrz konferencji NHL: 2010, 2013 z Chicago Blackhawks
- Presidents’ Trophy: 2013 z Chicago Blackhawks
- Clarence S. Campbell Bowl: 2010, 2013, 2015 z Chicago Blackhawks
- Puchar Stanleya: 2010, 2013, 2015 z Chicago Blackhawks

Indywidualne
- Mistrzostwa świata juniorów do lat 18 w 2006:
  - Pierwsze miejsce w klasyfikacji strzelców turnieju: 7 goli
  - Pierwsze miejsce w klasyfikacji kanadyjskiej turnieju: 12 punktów
  - Skład gwiazd turnieju
- OHL / CHL 2006/2007:
  - Pierwsze miejsce w klasyfikacji strzelców OHL wśród debiutantów: 62 gole
  - Pierwsze miejsce w klasyfikacji kanadyjskiej OHL – Eddie Powers Memorial Trophy: 145 punktów
  - Pierwsze miejsce w klasyfikacji kanadyjskiej OHL wśród debiutantów: 145 punktów
  - Pierwsze miejsce w klasyfikacji kanadyjskiej OHL w fazie play-off: 31 punktów
  - Skład gwiazd pierwszoroczniaków OHL
  - Pierwszy skład gwiazd OHL
  - Najlepszy pierwszoroczniak sezonu OHL – Emms Family Award
  - Jim Mahon Memorial Trophy – pierwsze miejsce w klasyfikacji kanadyjskiej wśród prawoskrzydłowych w sezonie zasadniczym OHL
  - Skład gwiazd pierwszoroczniaków CHL
  - Pierwszy skład gwiazd pierwszoroczniaków CHL
  - Najlepszy pierwszoroczniak sezonu CHL
  - CHL Top Draft Prospect Award
  - CHL Top Prospects Game
  - Pierwsze miejsce w klasyfikacji kanadyjskiej CHL: 145 punktów
- NHL (2007/2008):
  - NHL All-Rookie Team
  - Najlepszy pierwszoroczniak sezonu NHL – Calder Memorial Trophy
  - NHL YoungStars Roster
- NHL (2008/2009):
  - NHL All-Star Game
- NHL (2009/2010):
  - NHL All-Star Game
  - Zdobywca decydującego gola w finale o Puchar Stanleya
- NHL (2010/2011):
  - NHL All-Star Game
- NHL (2011/2012):
  - NHL All-Star Game
- Puchar Spenglera 2012:
  - Drużyna Gwiazd turnieju
- NHL (2012/2013):
  - Conn Smythe Trophy – Najbardziej Wartościowy Zawodnik (MVP) w fazie play-off
- NHL (2013/2014):
  - Pierwsza gwiazda miesiąca – listopad 2013, grudzień 2013
- NHL (2015/2016):
  - Trofeum Harta
- NHL (2016/2017):
  - NHL All-Star Game
- NHL (2017/2018):
  - NHL All-Star Game
- Mistrzostwa Świata w Hokeju na Lodzie 2018/Elita:
  - Drugie miejsce w klasyfikacji strzelców turnieju: 8 goli[8]
  - Pierwsze miejsce w klasyfikacji asystentów turnieju: 12 asyst[9]
  - Pierwsze miejsce w klasyfikacji kanadyjskiej turnieju: 20 punktów[10]
  - Jeden z trzech najlepszych zawodników reprezentacji w turnieju[11]
  - Skład gwiazd turnieju[12]
- Mistrzostwa Świata w Hokeju na Lodzie 2019/Elita:
  - Czwarte miejsce w klasyfikacji asystentów turnieju: 10 asyst[13]
  - Jeden z trzech najlepszych zawodników reprezentacji w turnieju[14]